# Czarnogwan środkowoamerykański
Czarnogwan środkowoamerykański, legwan czarny (Ctenosaura similis) – gatunek jaszczurki z rodziny legwanowatych (Iguanidae).

## Wygląd
Długość ciała 60–120 cm. Młode osobniki są zwykle jasnobrązowe, ciemnieją w ciągu pierwszego roku życia. Dorosłe legwany są ciemnobrązowe, szare lub czarne. Posiadają wyrostek grzebieniowy i luźny fałd skórny na podgardlu.

## Występowanie
Ameryka Centralna od przesmyku Tehuantepec w Meksyku po Panamę, oraz przyległy obszar północno-zachodniej Ameryki Południowej (zachodnia Kolumbia). Introdukowany na Florydzie i w Wenezueli.
Żyją na skalnych terenach, wśród ruin, na skrajach lasów.

## Tryb życia
Dorosłe osobniki zjadają rośliny, dieta młodych nie jest do końca poznana.